# 乱!総選挙2012
『乱!総選挙2012』（らん!そうせんきょにせんじゅうに）は、TBS（JNN系列）で放送された、2012年（平成24年）12月16日執行の第46回衆議院議員総選挙に関する選挙特別番組である。
当項目では、『乱!総選挙2012ニッポンのよあけ』（らん!そうせんきょにせんじゅうにニッポンのよあけ）に関しても記述・説明する。

## 概要
TBS・JNNの選挙特別番組『乱!』シリーズの第5弾であり、衆議院議員総選挙の開票特番に特化すると第3弾である。
メインキャスターや進行役の他に、過去には「スペシャルアンカー」「スペシャルコメンテーター」として、久米宏（2005年）、鳥越俊太郎（2007年）、ビートたけし（2009年・2010年）らが出演したが、今回は「スペシャルプレゼンター」（第1部）としてくりぃむしちゅーの上田晋也が出演した。上田は、2012年9月30日に放送されたTBS系列の報道特別番組『上田晋也の緊急報道!』で、膳場貴子（『NEWS23X』メインキャスター）とともにキャスターを務めたことがある。上田は第1部・第2部にのみ出演し、裏番組『NNN総選挙特番 ZERO×選挙2012』に内包されていた『Going!Sports&News』にも生出演した。
総合司会は、第1部では堀尾正明（『Nスタ』メインキャスター）、第2部では上田が担当し、第1部・第2部ともに膳場がキャスターを務めた。
『ニッポンのよあけ』を含めると、明朝5:00までの長時間番組となった。なお、前回までのTBSニュースバードへのリレーは実施しなかった。

## 放送時間
- 第1部　19:58 - 23:10ごろ
- 第2部　23:10ごろ - 翌0:10
- 第3部　0:10 - 2:30
  - 1:00 - 1:15は『S☆1』により中断

## 出演者

### 第1部
- 総合司会：堀尾正明
- キャスター：膳場貴子
- スペシャルプレゼンター：上田晋也（くりぃむしちゅー）
- 情報キャスター：佐古忠彦、長岡杏子
- 解説：龍崎孝（TBS政治部長）
- ゲスト：岸井成格（毎日新聞社主筆）、飯島勲（元内閣総理大臣秘書官）、姜尚中（東京大学大学院情報学環現代韓国研究センター長）

### 第2部
- 総合司会：上田晋也
- キャスター：膳場貴子
- 情報キャスター：佐古忠彦、長岡杏子
- 解説：杉尾秀哉（TBS報道局編集センター解説・専門記者室長）、龍崎孝
- ゲスト：岸井成格、姜尚中

### 第3部
- キャスター：杉尾秀哉、久保田智子
- 情報キャスター：佐古忠彦、長岡杏子
- 解説：龍崎孝
- ゲスト：与良正男（毎日新聞社論説委員）

## 乱!総選挙2012ニッポンのよあけ
17日2:30 - 5:00は『乱!総選挙2012ニッポンのよあけ』と題して、個別の政策に関する報道特集を伝えた。ただし番販ネット枠のため、一部地域では非ネットであった。非ネット局の中にはTBSニュースバードの選挙特番を放送したところもあった。

### 出演者
- 司会：中西哲生、荻上チキ、岡村仁美
- パネラー：萱野稔人（津田塾大学准教授）、飯田泰之（駒澤大学准教授）、湯浅誠（反貧困ネットワーク事務局長）、神保哲生（ビデオジャーナリスト）、津田大介（ジャーナリスト）、藍原寛子（ジャーナリスト）、土居丈朗（慶應義塾大学教授）、春香クリスティーン

## SNSへの対応・動画配信
前回の『乱!参院選2010』に引き続き、当番組と連動してTwitterでも「当確情報」が配信された。今回は番組の公式アカウント（@tbs_senkyo）に、当確情報をつぶやくアカウント（@tbs_newsi）、さらには全国を12のブロックに分けての当確・当選議員情報を速報するアカウントの計14種類のアカウントを設けて、きめ細かく選挙関連情報を配信した。また、地上デジタル放送のデータ放送では「当確情報」と共に、視聴者や政治家、アナウンサー・記者のつぶやきが配信された。
さらに、YouTubeおよびUstream向けに独自の選挙開票番組を生放送で配信した。ここではTBSニュースバードの八木ひとみキャスターが進行役を務めた。自由民主党・民主党の選挙対策本部にライブカメラを設置したほか、後述の毎日放送（MBS）版とあわせて都合4種類の生配信動画が全世界に配信された。
このほか、GoogleやYahoo! JAPANに選挙関連情報をリアルタイムに提供したりと、従来からの地上波テレビ・ラジオ以外での情報発信にこれまでになく力を入れている。

## 系列局での扱い
これまでの選挙特番と同様、番組の一部を自社製作（ローカル）版に差し替えて放送した。

### 毎日放送版
毎日放送（MBS）では、今回も番組の大半を平日夕方の報道番組『VOICE』をベースにローカル情報番組『ちちんぷいぷい』の要素を取り込んだ自社製作版へ差し替えた。
この自社製作版では、毎日放送のエリアである近畿2府4県+徳島県以外の全国の選挙区・比例区の情勢もフォローした。

#### 出演者
司会
- 西靖、高井美紀

アンカー
- 後藤謙次

ゲスト
- ピーコ、小籔千豊、中野雅至、村井美樹

情報提供
- 石田英司

開票速報担当
- 大八木友之

ほか